# 二甲基乙醇胺
二甲基乙醇胺（Dimethylaminoethanol，dimethylethanolamine简称DMAE或DMEA），化学式C4H11NO，是一种有机化合物，常温下为无色至淡黄色的透明液体。

## 工业应用
二甲基乙醇胺被用作聚氨酯和环氧树脂的固化剂。它也大批量地用于水处理。它还用于合成染料，纺织助剂，医药，乳化剂，和腐蚀抑制剂，油漆去除剂，锅炉水的添加剂。它的一些盐熔点低于室温（离子液体），例如其乙酸盐和辛酸盐，用于替代一些传统溶剂。二甲基乙醇胺广泛用于药品制造。

## 生物化学
二甲基乙醇胺可能是神经递质乙酰胆碱的生化前体，不过该结论一直有争议。人们普遍认为二甲基乙醇胺的甲基化生成胆碱发生在大脑中，但可能并非如此。二甲基乙醇胺在肝脏中加工成胆碱，但是胆碱不能通过血脑屏障。